# HMAS Swan (U74)
«Свон» (англ. HMAS Swan (U74)) — військовий корабель, шлюп типу «Грімсбі» Королівського військово-морського флоту Австралії за часів Другої світової війни.

## Історія створення
Шлюп «Свон» був закладений 1 травня 1935 року на верфі «Cockatoo Island Dockyard» у Сіднеї. Спущений на воду 28 березня 1936 року, вступив у стрій 10 грудня того ж року.

## Історія служби
Після вступу у стрій «Свон» діяв в австралійських водах. З початком війни увійшов до складу 20-ї флотилії тральщиків, яка діяла біля східного узбережжя Австралії для знищення можливих ворожих мінних загороджень. Після вступу Японії у війну у грудні 1941 року перебазований на північ Австралії. 19 лютого 1942 року отримав пошкодження під час нальоту японської авіації на Дарвін. Під час ремонту отримав дві спарені 102-мм універсальні артилерійські установки.
Після ремонту діяв біля узбережжя Нової Гвінеї та островів південно-західної частини Тихого океану, надаючи вогневу підтримку австралійським військам. 
У травні 1945 року шлюп брав участь у висадці десанту у Вевак. 19 вересня прийняв капітуляцію японських військ на острові Нова Ірландія.
Корабель ніс службу до 1948 року, після чого був виведений в резерв. Після ремонту та переобладнання на навчальний корабель знову увійшов до складу флоту у 1956 році. У 1964 році виведений зі складу флоту, наступного року зданий на злам. 